# Народна прогресивна партия (Гвиана)
Вижте пояснителната страница за други значения на Народна прогресивна партия.
Народната прогресивна партия (на английски: People's Progressive Party) е политическа партия в Гвиана, свързана с индогвианската етническа група.
Тя е основана през 1950 година като масова социалистическа организация, бореща се за независимост на страната, и още при британското управление става управляваща партия. През 1957 година от партията, водена от Чеди Джаган, се отделя умереното и предимно афрогвианско крило, начело с Форбс Бърнам, което образува партията Народен национален конгрес, застанала начело на управлението.
Джаган отново управлява през 1961-1964 година, но след това в страната е установено трайно управление на Народния национален конгрес, като с редовни манипулации на изборите Бърнам създава практически еднопартиен социалистически режим. В края на 80-те години режимът постепенно се либерализира и през 1992 година Народната прогресивна партия печели изборите, оставайки оттогава на власт.
На изборите през 2011 година Народната прогресивна партия печели 49% от гласовете и 32 места в парламента, а нейният лидер Доналд Рамотар е преизбран за президент.